# مصطفى طيبي
مصطفى طيبي (بالفارسية: مصطفی طیبی) هو لاعب كرة الصالات ‏ ولاعب كرة قدم إيراني في مركز الهجوم، ولد في 9 يونيو 1987 في مشهد في إيران. لعب مع نادي أبو مسلم خراسان.

## وصلات خارجية
- مصطفى طيبي على موقع الاتحاد الدولي (مؤرشف)  (الإنجليزية)
- مصطفى طيبي على موقع Soccerway.com (الإنجليزية)